# Sandra Sangiao
Sandra Sangiao (Santpedor, 1988. április 30. –) katalán énekesnő.

## Pályakép
A katalóniai Superior School of Musicon modern zene és dzsessz szakon végzett. Meghatározó énekese volt a Barcelona Gipsy Klezmer Orchestra-nak, amely kelet-európai klezmert, cigányzenét, valamint világzenét játszik.
Több mint húsz országban énekelt, többek között a Porgy és Bess-t Bécsben, a ljubljanai Kino Šiška-ban, a milánói Teatro Parentiben, az isztambuli CRR koncertteremben, a párizsi La Bellevilloise-ban, a Palau de la Música Catalanában és a barcelonai Auditorie-ban. Olyan fesztiválokon lépett fel, mint a La Fira Mediterrània (Manresa), a Nemzetközi Cigányfesztivál (Tilburg), az Imago Jazz Fesztivál (Szlovénia), a Trois Culturas (Frigiliana). Részt vett még a Barcelona Gospel Messengersben, Lua (duett Annabel Villalonga minorkai gitárossal), Sam Lardner (kóristaként), Sandra és Anaïs (duett a szintén santpedorenca Anaïs Vila Casanovasszal) és a Bakary Keitán (mandinga zene), és a Caminos de Voz-on, egy énekes mesterképzőn.
Sandra Sangiao búcsúkoncettel vált meg az együttesétől − a Barcelona Gipsy Klezmer Orchestra-tól és Barcelónától 2019. október 30-án.

## Albumok
- Imbarca (2014)
- Balkan Reunion (2015)
- Del Ebro al Danubio (2016)
- Avo Kanto (2018)
- Nova Era (2020)
- Sis (2024)